# Яна Шемякина
Яна Владимировна Шемякина (на украински: Яна Володимирівна Шемякіна, 5 януари 1986 г., Лвов) е украинска спортистка, олимпийска шампионка от 2012 г. по фехтовка в индивидуалното първенство. Заслужил майстор на спорта на Украйна.

## Биография
Яна Шемякина е третият в историята на Украйна (след Григорий Крис и Владимир Смирнов) индивидуален олимпийски шампион по фехтовка. Възпитаничка на известната лвовска школа по фехтовка. Обучава се под ръководството на заслужилия треньор на Украйна Андрей Орликовски.
Занимава се с фехтовка от 11-годишна възраст. През 2001 г. тя дебютира в кадетския (до 17-години) национален отбор на Украйна. През 2002 г. в Анталия (Турция) тя за първи път печели Световното първенство за кадети. През 2004 и 2005 г. Яна два пъти става световна шампионка сред юношите (до 20 години).
През 2005 г., на 19-годишна възраст, тя става европейска шампионка в индивидуалната надпревара сред възрастните. През 2007 г. (в Банкок) и 2009 г. (в Белград) тя два пъти печели злато на Световните университетски игри. През 2008 г. се класира за Олимпиадата в Пекин.
От 2010 до 2013 г. – три пъти (в Доха/ Катар, Нанкин/ Китай и Будапеща) тя печели престижните турнири от Гран при и четири пъти печели сребро на Световната купа. През сезон 2009/2010 тя е номер 6 в световната ранглиста, през 2010/2011 - 5-та, през 2011/2012 - 2-ра.
В навечерието на Олимпийските игри в Лондон тя е една от основните претендентки за победа в женската шпага.
На 30 юли 2012 г. тя започва участието си на Олимпийските игри в Лондон, където печели златен медал, побеждавайки на финала германката Брита Хайдеман в продължения с резултат 9:8 (0:0, 3:2, 5:6, 1:0).
Магистър на Лвовския държавен университет по физическо възпитание.
На 16 ноември 2014 г. Яна Шемякина печели бронз на Световната купа в Худжоу, побеждавайки рускинята Александра Магдич и три от представителките на домакините на турнира – Гун Жун Хоу, Ин Мин Хоу и Юджи Сун.

## Награди
- Орден за заслуги, II степен (6 март 2015 г.) – за значителен личен принос в социално-икономическото, научно-техническото, културното и образователно развитие на украинската държава, значителни професионални постижения и безкористна служба на украинския народ.[6]
- Орден за заслуги, III степен (15 август 2012 г.) – за постигане на високи спортни резултати на ХХХ летни олимпийски игри в Лондон, проявена самоотверженост и воля за победа, за повишаването на международния авторитет на Украйна.
- Орден на княгиня Олга III степен (6 септември 2007 г.) – за значителен личен принос в развитието и популяризирането на физическата култура и спорта в Украйна, постигане на високи спортни резултати на XXIV Световна лятна универсиада 2007 г. в Банкок (Тайланд), укрепване на международния авторитет на украинската държава.[7]